# Eva Bartok
Eva Bartok, född Éva Márta Szőke Ivanovics den 18 juni 1927 i Budapest, Ungern, död 1 augusti 1998 i London, England, var en ungersk skådespelare. Hon filmdebuterade 1947 och medverkade i över 30 filmer fram till 1966. Filmerna var amerikanska, brittiska, tyska och italienska produktioner, men debutfilmen var ungersk.

## Filmografi, urval
- 1951 – Röde piraten
- 1954 – Laddade timmar
- 1957 – Sovrum i Rom
- 1959 – Operation Amsterdam
- 1961 – Dubbelagenten